# Sông Vàm Cỏ Tây
Sông Vàm Cỏ Tây là một con sông chảy qua địa bàn tỉnh Long An.

## Địa lý
Vàm Cỏ Tây là phân lưu của sông Tiền, lấy nước từ sông Tiền và vùng Đồng Tháp Mười rồi hợp lưu với sông vàm Cỏ Đông (tại xã Nhựt Ninh, huyện Tân Trụ) tạo thành sông Vàm Cỏ. Vàm Cỏ Tây được xem là ranh giới phía đông bắc của đồng bằng sông Cửu Long.  
Thành phố Tân An của tỉnh Long An nằm bên hữu ngạn con sông này. 

Sông Hưng Hòa (Vũng Gù) tức Vàm Cỏ Tây, Rạch Tầm Long chi lưu của sông Hưng Hòa trong bản đồ Nam Kỳ Lục tỉnh năm 1861-1863

Sông Vàm Cỏ Tây bắt nguồn từ 2 nguồn chính: 
- Một nhánh thượng nguồn phía tây là từ dòng chính sông Mekong qua các phân lưu của nó tách ra trên địa bàn tỉnh Prey Veng Campuchia là Preak Banam và Preak Trabeak chảy theo hướng đông nam, tới biên giới Việt Nam-Campuchia đổ vào rạch Cái Cỏ (được coi là đoạn thượng nguồn của sông Sở Hạ) và các kênh rạch thuộc vùng Đồng Tháp Mười, rồi đổ vào Vàm Cỏ Tây bắt đầu từ đoạn thượng nguồn của nó là rạch Long Khốt tại huyện biên giới đầu nguồn Vĩnh Hưng.
- Một nhánh thượng nguồn phía đông là Stưng Svay Rieng (thời nhà Nguyễn và thời Pháp thuộc cuối thế kỷ 19 người Việt gọi là rạch Tầm Dương hay Tam Dưỡng[1][2]) chảy qua giữa tỉnh Svay Rieng Campuchia, rồi cũng chảy vào rạch Long Khốt tại huyện biên giới đầu nguồn Vĩnh Hưng. Vào thế kỷ 19 đến đầu thế kỷ 20 cùng chảy vào rạch Long Khốt tại vùng lồi Svay Theab-Svay Rieng còn có rạch Soài Giang (rạch Xoài Giang, rạch Bào hay Vàm Bào, nay hầu như đã bị bồi lấp) là con rạch nối giữa thượng nguồn hai sông Vàm Cỏ Đông, Vàm Cỏ Tây với nhau. Rạch Bào (Soài Giang) này nối với sông Vàm Cỏ Đông tại ranh giới giữa huyện Bến Cầu với xã Cẩm Giang, Gò Dầu tỉnh Tây Ninh Việt Nam ngày nay, nguyên làm ranh giới giữa 2 huyện Quang Hóa và Tân Ninh phủ Tây Ninh tỉnh Gia Định nhà Nguyễn, nối với Vàm Cỏ Tây (rạch Long Khốt) tại khoảng vị trí xã Thái Trị huyện Vĩnh Hưng, Long An ngày nay. Tại khoảng giữ rạch Soài Giang vị trí nay là xã Kandieng Reay huyện Svay Theab, tách ra một dòng xưa gọi là rạch Tầm Long nay gọi là rạch Cái Rô hay Vàm Rồ chảy theo hướng bắc-nam qua huyện Kampong Rou đổ nước vào sông Vàm Cỏ Tây tại huyện Mộc Hóa.

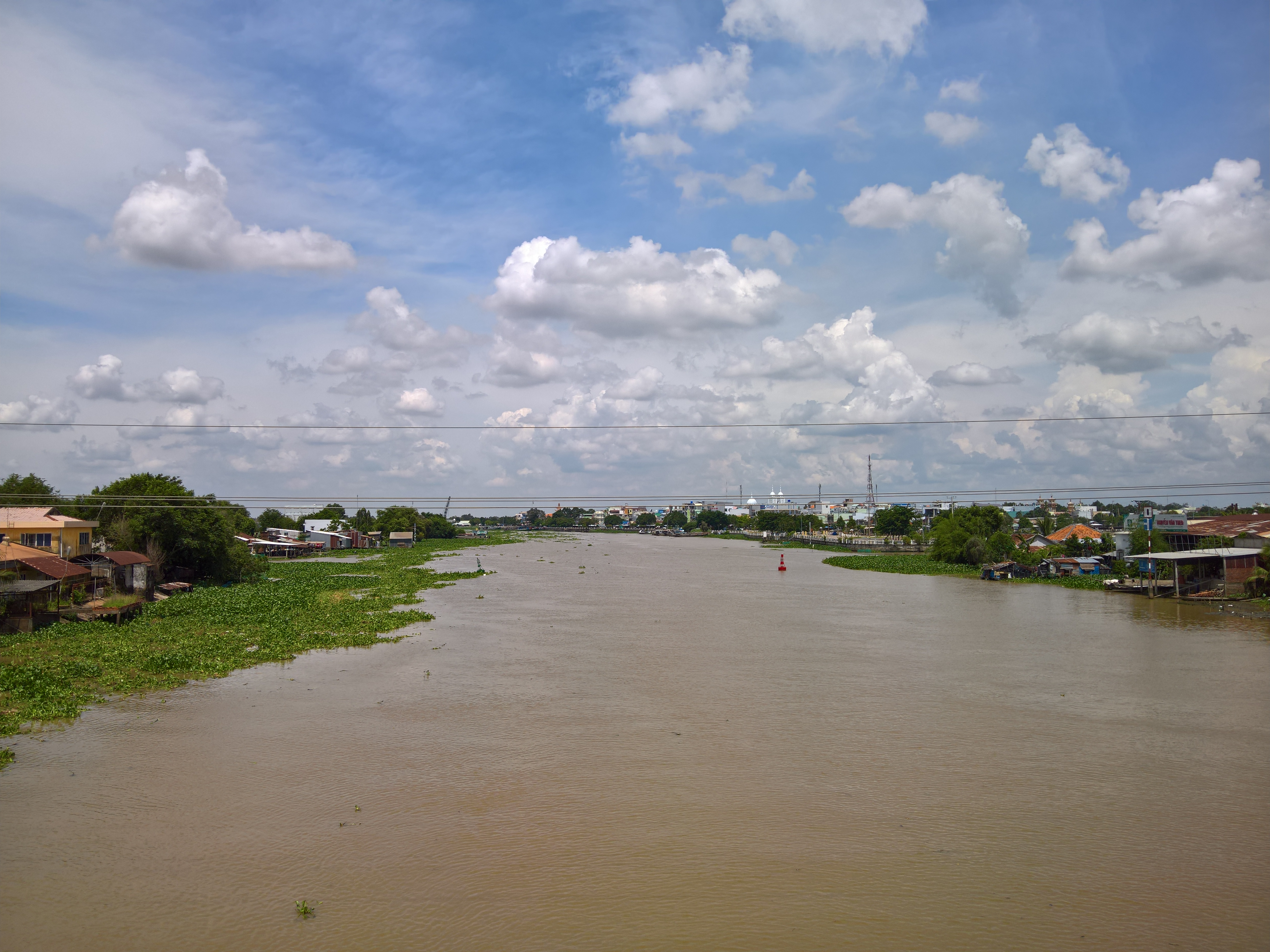
Sông Vàm Cỏ Tây đoạn chảy qua Thị xã Kiến Tường.

Trong lãnh thổ Việt Nam sông Vàm Cỏ Tây được tính từ rạch Long Khốt, chảy qua các huyện Vĩnh Hưng, Tân Thạnh, Tân Hưng, Thạnh Hóa, Thủ Thừa, Tân Trụ, Châu Thành và Thành phố Tân An của tỉnh Long An. Rạch Long Khốt có bề ngang tầm 40- 50m, thường xuyên bị bồi lắng. Sông Vàm Cỏ Tây đoạn qua thị xã Kiến Tường có bề ngang trung bình 120m, về hạ nguồn sông rộng dần, tại Thành phố Tân An ( 200m), tại Nhựt Ninh- Tân Trụ ( 330m). 
Sông cùng với vàm Cỏ Đông hợp thành sông Vàm Cỏ ở Tân Trụ, rồi đổ ra cửa Soài Rạp. Phần hạ lưu sông Vàm Cỏ Tây, về phía tây, nhận nước từ vùng Đồng Tháp Mười qua các kênh rạch chính như: kênh Dương Văn Dương-Bắc Đông, kênh Nguyễn Văn Tiếp-rạch Chanh. Phía đông hạ lưu Vàm Cỏ Tây nối thông với sông Vàm Cỏ Đông qua hệ thống các kênh Trà Cú Thượng, kênh Thủ Thừa (Trà Cú). Phần hạ lưu sông Vàm Cỏ Tây, về phía nam, đổ nước vào sông Tiền Giang trước khi hợp thành sông Vàm Cỏ, qua sông Bảo Định và các kênh rạch nhỏ nối vào kênh Chợ Gạo ở Tiền Giang.
Sông Vàm Cỏ Tây và Đông nước có màu xanh khi thủy triều lên và vàng đục khi thủy triều xuống. Đây là nét đặc trưng riêng của sông Vàm Cỏ, khác với các sông khác ở Đồng bằng sông Cửu Long. 
Sông Vàm Cỏ Tây có tổng chiều dài chính thức tất cả là 235 km, độ dài qua tỉnh Long An là 186 km, nguồn nước chủ yếu do sông Tiền tiếp sang qua kênh Hồng Ngự, đáp ứng một phần nhu cầu nước tưới cho sản xuất nông nghiệp và sinh hoạt cho dân cư.
Phần chính của sông Vàm Cỏ Tây và tất cả các chi lưu của nó vào thời nhà Nguyễn được gọi là sông Hưng Hòa. Đại Nam nhất thống chí chép rằngː
| “ | Sông Hưng Hòa tục gọi sông Vũng Gù, nguồn tự Tiền Giang chia xuống phía đông, qua phủ Ba Cầu Nam nước Cao Miên, rất cạn, có lụt thuyền ghe mới đi được. Lại qua sông Vàm Dừa 74 dặm, lại qua phía bắc bảo Trấn Nguyên làm sông Bát Chiên. Bờ nam là địa giới tỉnh Định Tường. Bờ phía bắc là đất Cao Miên. Lại ngoặt về phía nam làm ranh giới giữa hai tỉnh Gia Định và Định Tường. Quanh co chừng trăm dặm đến bảo Tuyên Uy, lại chảy về phía đông nam 37 dặm làm [cửa] sông Bát Đông. Sau rộng dần, bề ngang là 4 trượng 5 thước. Lại chảy về phía nam 17 dặm qua cửa sông Chanh và sông Lợi Tế tỉnh Gia Định. Lại chảy 14 dặm rưỡi qua sông Bảo Định. Phía đông hợp với hạ lưu sông Lật Giang tỉnh Gia Định, một nhánh 68 dặm đổ ra cửa Soi Rạp. | ” |

Các cây cầu bắc qua sông có: Cầu treo Cả Rưng (Vĩnh Hưng), cầu Mới (cầu Mộc Hóa) tại thị xã Kiến Tường trên quốc lộ 62, cầu Tuyên Nhơn (trên quốc lộ N2), cầu Dây Võng (Thủ Thừa), cầu nối cao tốc thành phố Hồ Chí Minh - Trung Lương, cầu Tân An 2, Cầu Tân An 1 (cũ) (Long An), Cầu dây văng Bình Phong Thạnh (huyện Mộc Hóa).

## Hình ảnh

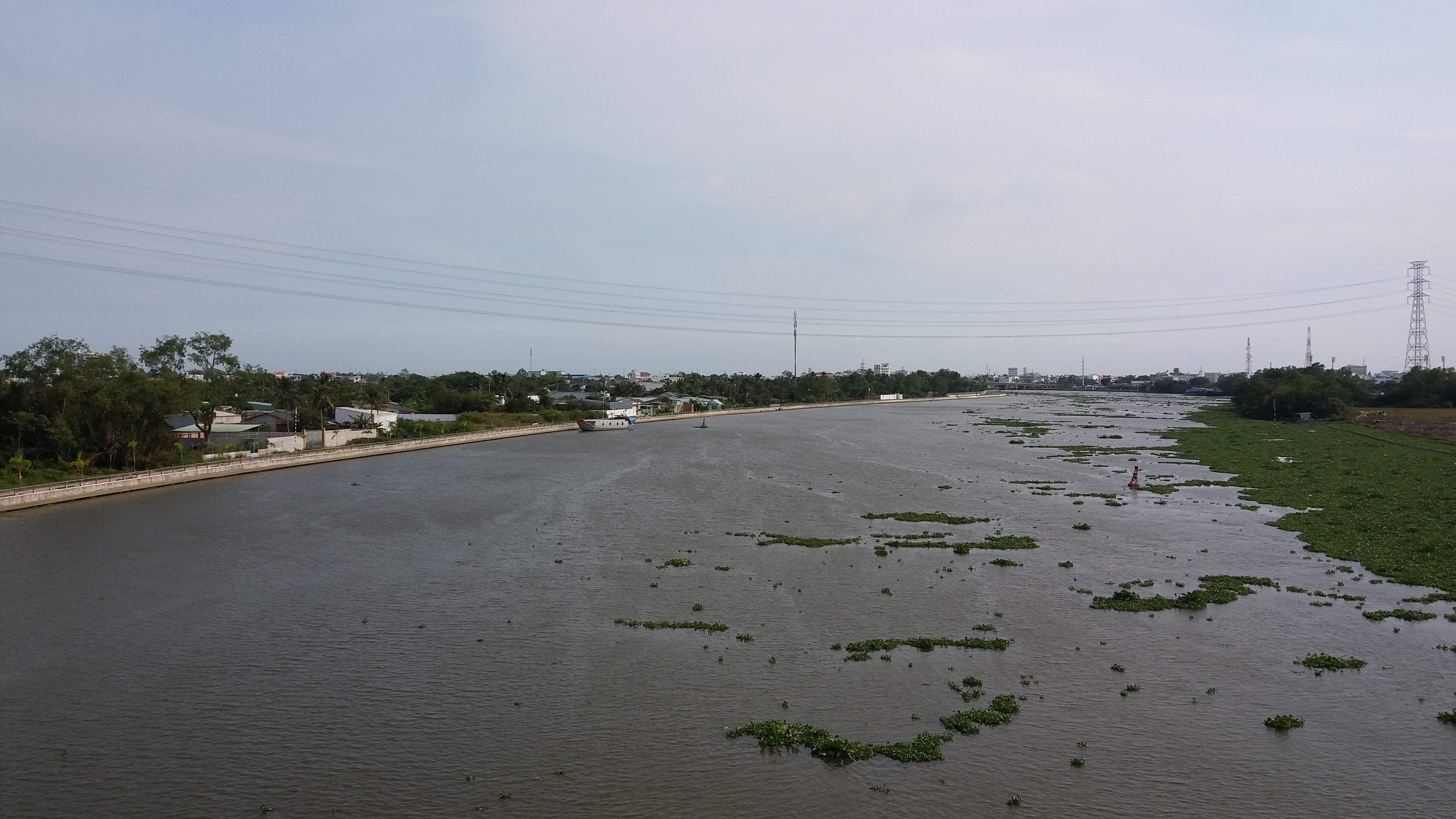
Sông Vàm Cỏ Tây đoạn qua tuyến tránh TP. Tân An

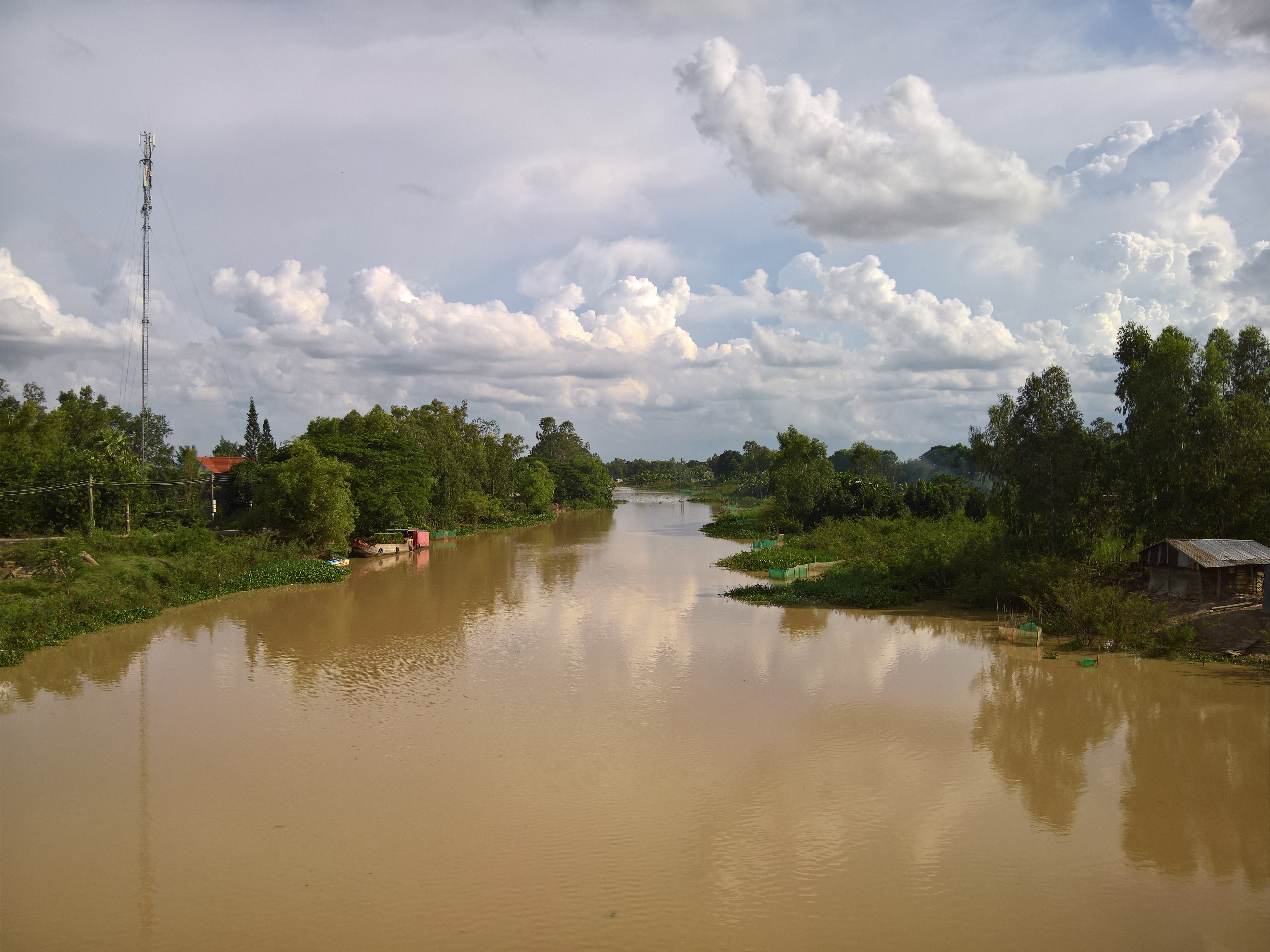
Rạch Long Khốt đoạn qua xã Thái Bình Trung huyện Vĩnh Hưng.

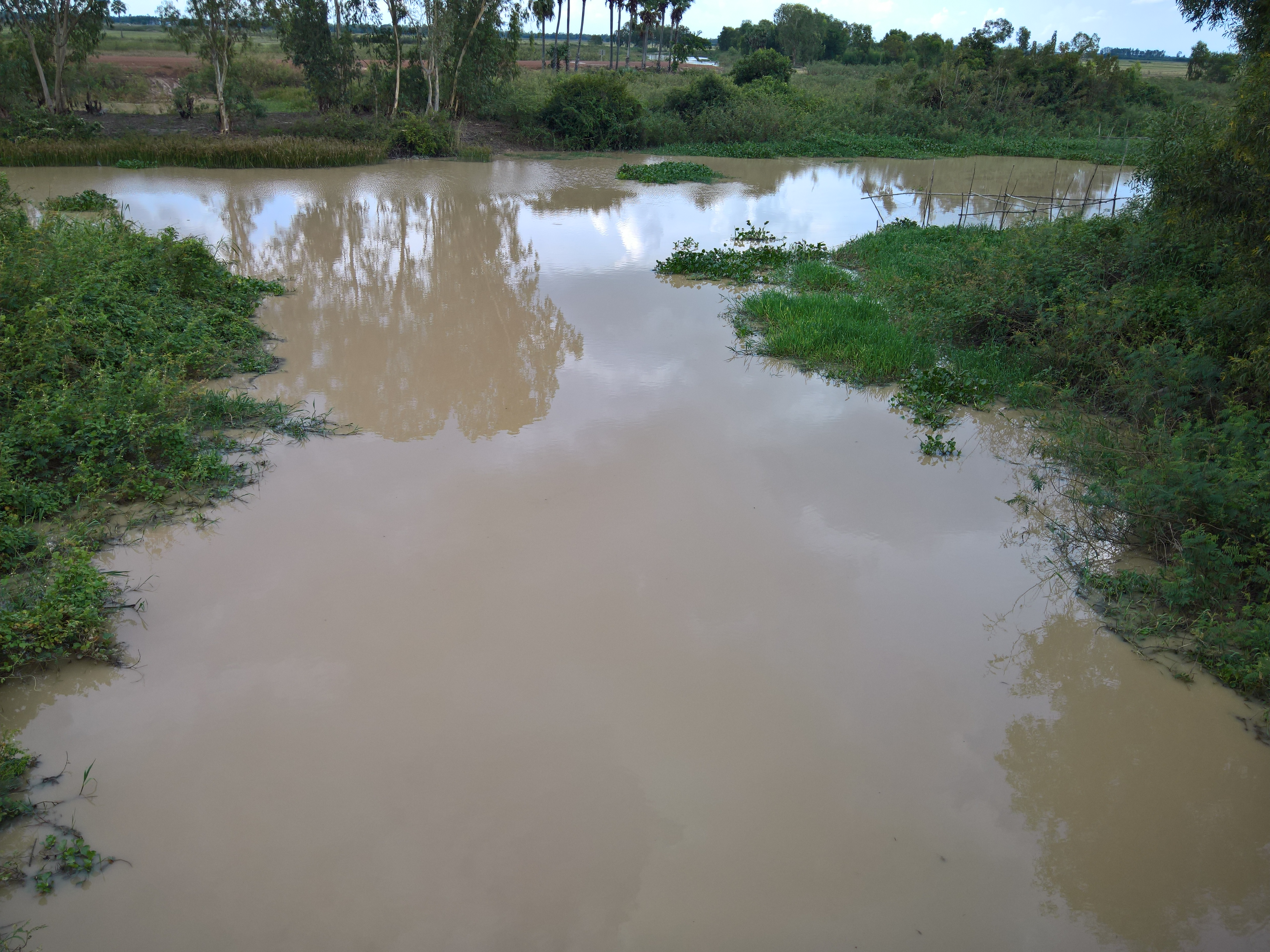
Rạch Cái Cỏ làm ranh biên giới giữa hai nước Việt Nam- Campuchia.

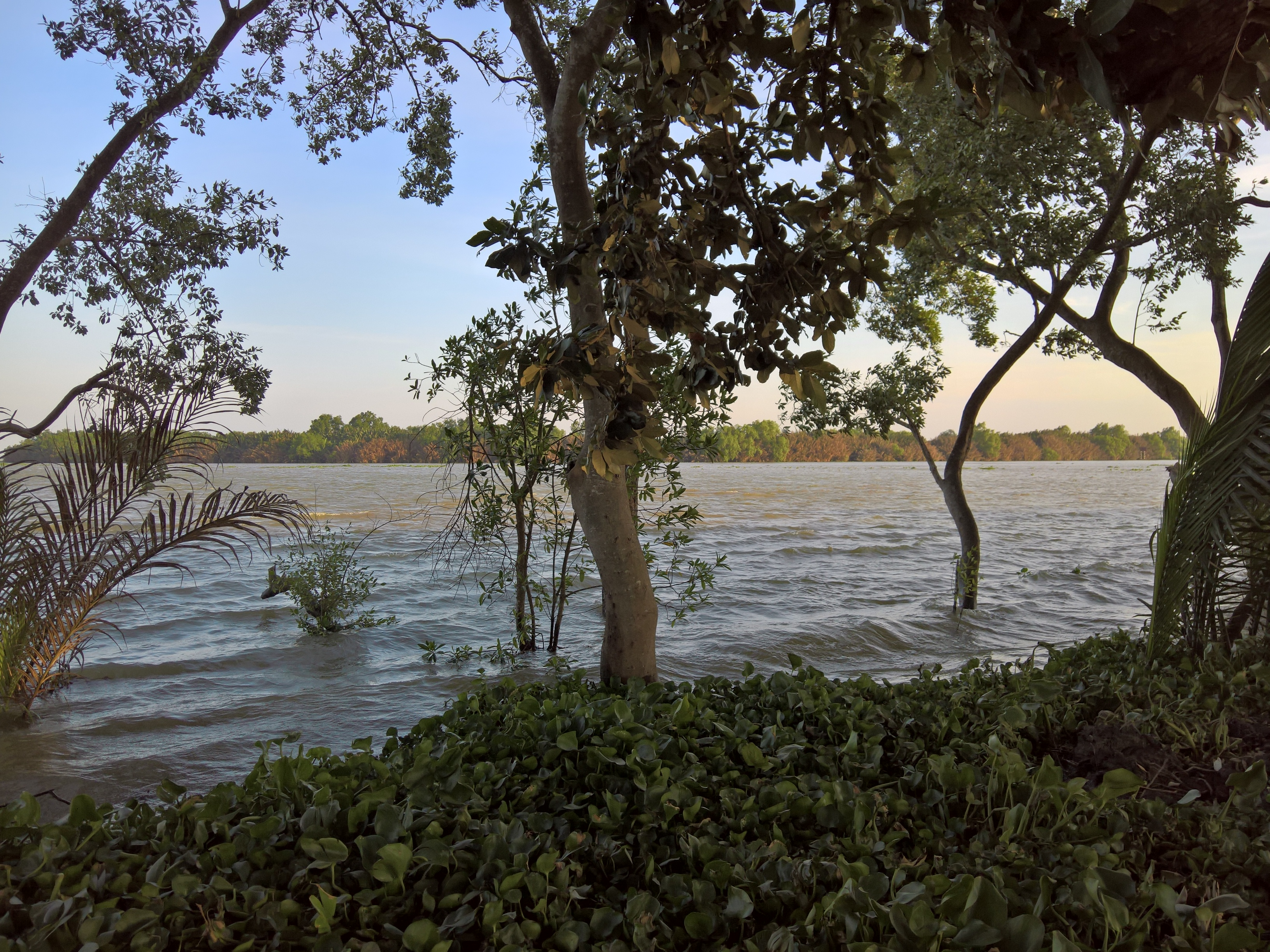
Sông Vàm Cỏ Tây đoạn chảy qua xã Nhựt Ninh huyện Tân Trụ (gần ngã ba sông Vàm Cỏ)